# Wampir w ogrodzie
Wampir w ogrodzie (jap. ヴァンパイア・イン・ザ・ガーデン Vanpaia in za gāden) – seria ONA wyprodukowana przez Wit Studio. Pierwotnie premiera miała odbyć się w 2021 roku na platformie Netflix, ale została opóźniona do maja 2022.

## Fabuła
Momo, młoda dziewczyna w wieku około 14 lat, ma dość życia w świecie pogrążonym w wojnie i nienawiści, które rozdzierają ludzi i wampiry. Postanawia opuścić swoje rodzinne miasto w towarzystwie Fine, potężnej wampirzycy, aby odnaleźć „raj”, gdzie symbioza jest możliwa.

## Bohaterowie
- Momo (jap. モモ)

Seiyū: Megumi Han (japoński), Magdalena Kusa (polski)
- Fine (jap. フィーネ Fīne)

Seiyū: Yū Kobayashi (japoński), Marta Dobecka (polski)
- Allegro (jap. アレグロ Areguro)

Seiyū: Chiaki Kobayashi (japoński), Mateusz Kwiecień (polski)
- Nobara (jap. ノバラ)

Seiyū: Rika Fukami (japoński), Beata Jankowska-Tzimas (polski)
- Kubo (jap. クボ)

Seiyū: Hiroki Tōchi (japoński), Robert Jarociński (polski)

## Produkcja i wydanie
Serial został zapowiedziany w marcu 2019. Za produkcję odpowiadało Wit Studio, reżyserią, wraz z Hiroyukim Tanaką jako asystentem, zajął się Ryōtarō Makihara, postacie zaprojektował Tetsuyo Nishio, a dyrektorem artystycznym został Shunichiro Yoshihara. Muzykę do serialu skomponował Yoshihiro Ike. Anime zostało wydane na całym świecie 16 maja 2022 w serwisie Netflix.